# Eusclera
Eusclera is een geslacht van hooiwagens uit de familie Sclerosomatidae.
De wetenschappelijke naam Eusclera is voor het eerst geldig gepubliceerd door Roewer in 1910. 

## Soorten
Eusclera omvat de volgende 2 soorten:
- Eusclera aureomaculata
- Eusclera indica